# Marcel Collignon
Marcel Collignon, francoski general, * 1884, † 1966.